# Операція «Фрюлінгсервахен»

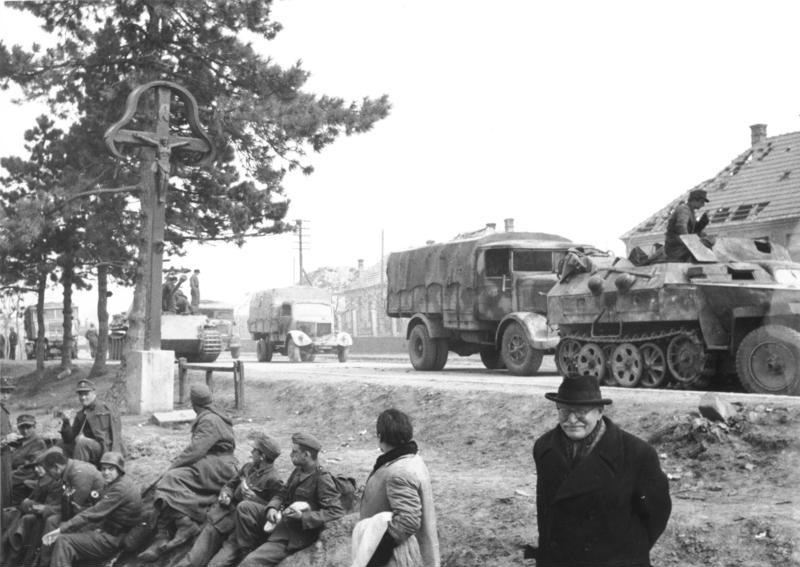

Операція «Фрюлінгсервахен» (нім. Frühlingserwachen — Весняне пробудження) — контрнаступ німецьких військ в районі озера Балатон в березні 1945 року.
Метою операції був розгром Червоної Армії в Угорщині. Німецький контрнаступ був намічений на 17 березня 1945 року. Операція «Фрюлінгсервахен» не дала очікуваних результатів. Радянські війська протягом доби повернули територію, яку німці захоплювали перед цим два тижні. Після цього частини Червоної Армії рушили в Австрію.

## Цікаві факти
- Під час операції «Фрюлінгсервахен» німецькі війська вперше застосували інфрачервоні прилади спостереження.[1] (рос.)